# Бічна поверхня

Прямий круговий циліндр з розгорткою його бічної поверхні

Бічна поверхня — поверхня тіла без його основ. Визначається для циліндрів, конусів, усічених конусів, призм, кульових сегментів, кульових шарів і так далі.

## Площа
Площа бічної поверхні може бути знайдена, використовуючи такі формули:
- Для прямого циліндра та призми: добуток периметра основи на висоту.
- Для прямого кругового конуса та правильної піраміди: добуток периметра основи на половину апофеми.
- Для усіченого прямого кругового конуса та правильної усіченої піраміди: добуток напівсуми периметрів обох основ на апофему.